# باربرا أوينز
باربرا أوينز (بالإنجليزية: Barbara Owens)‏‏ (1934 في كارولتون - 2008 في سان خوسيه، كاليفورنيا) كاتبة خيال علمي، وروائية، وكاتِبة من الولايات المتحدة.

## الجوائز
- جائزة إدغار

## روابط خارجية
- باربرا أوينز على موقع IMDb (الإنجليزية)